# 이동식 매체

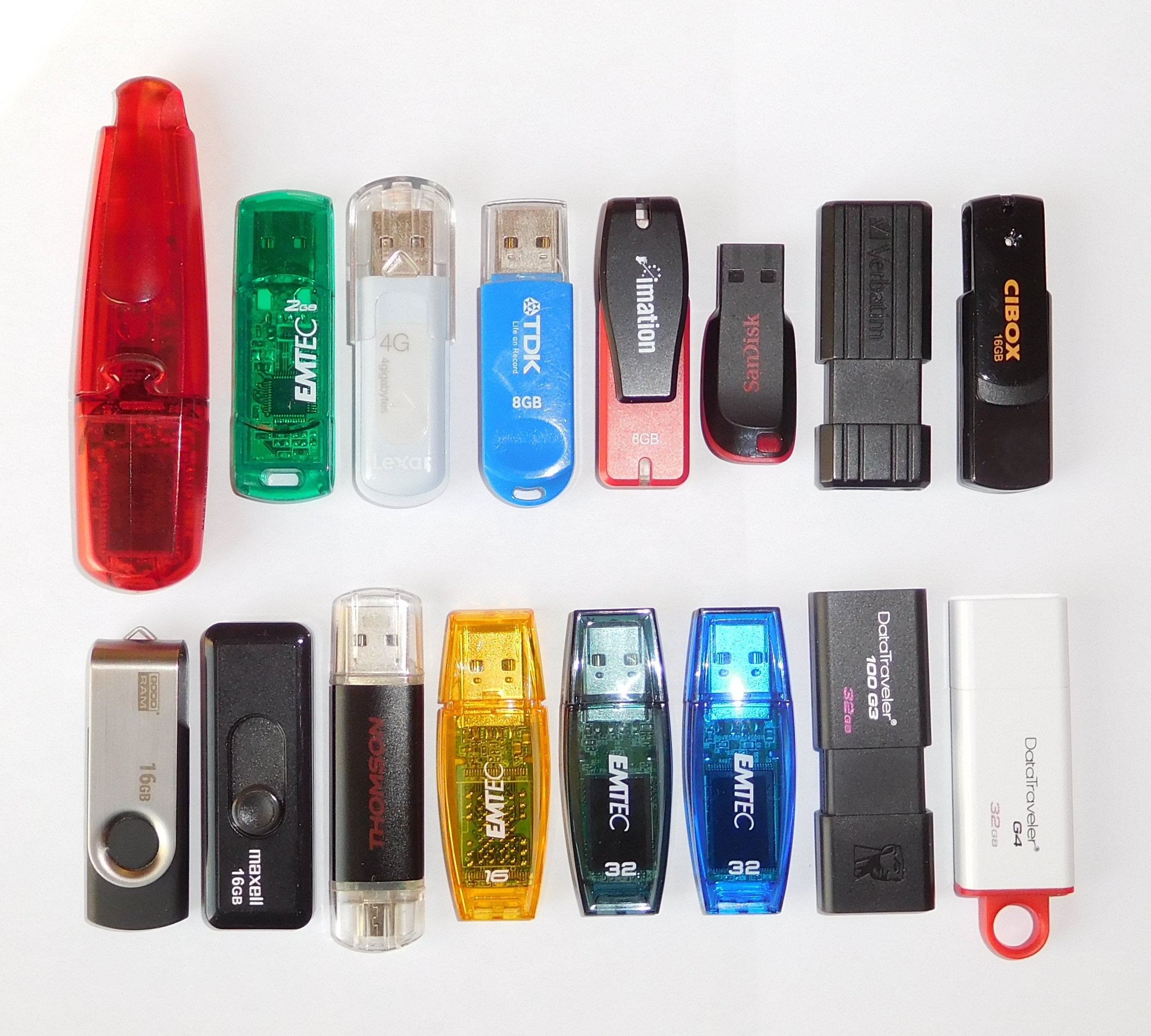

컴퓨터의 기억 장치 환경에서 이동식 매체 또는 리무버블 미디어(removable media)는 시스템에 쉽게 삽입하고 제거할 수 있도록 설계된 데이터 저장 매체이다. 플로피 디스크 및 광 디스크와 같은 대부분의 초기 이동식 매체는 컴퓨터에 전용 읽기/쓰기 장치(즉, 드라이브)를 설치해야 하지만, USB 플래시 드라이브와 같은 다른 매체는 읽기에 필요한 모든 하드웨어가 장치에 내장된 플러그 앤 플레이 방식이므로 장치와 통신하려면 장치 드라이버만 설치하면 된다. 일부 이동식 미디어 리더/드라이브는 컴퓨터 케이스에 통합되어 있지만, 다른 리더/드라이브는 추가로 설치하거나 연결해야 하는 독립형 장치이다.
전용 리더 드라이브가 필요한 이동식 매체의 예시는 다음과 같다.
- 광 디스크, 예: 블루레이(표준 및 UHD 버전 모두), DVD,[4] CD
- 플래시 메모리 기반 메모리 카드, 예: 콤팩트플래시, 시큐어 디지털, 메모리 스틱
- 자기 저장 매체
  - 플로피 및 집 디스크(현재는 구식)
  - 디스크 팩(현재는 구식)
  - 자기 테이프
- 종이 데이터 저장 장치, 예: 천공 카드, 천공 테이프(현재는 구식)

자체 리더 하드웨어를 내장한 독립형 플러그 앤 플레이 장치인 이동식 미디어의 예시는 다음과 같다.
- USB 플래시 드라이브[5]
- 휴대용 저장 장치
  - 전용 외장 솔리드 스테이트 드라이브(SSD)
  - 인클로저형 대용량 스토리지 드라이브, 즉 개조된 하드 디스크 드라이브(HDD)/내장 SSD
- 데이터 저장 기능이 통합된 주변기기
  - 디지털 카메라
  - 스마트폰, 태블릿 및 휴대용 콘솔 게임기와 같은 모바일 장치
  - 포터블 미디어 플레이어
- 일반적으로 USB 포트 또는 메모리 카드 리더를 통해 확장 가능한 이동식 미디어 기능을 갖춘 기타 외부 또는 도킹 가능한 주변기기
  - USB 허브
  - 유선 또는 무선 프린터
  - 네트워크 라우터, 무선 액세스 포인트 및 네트워크 스위치

이동식 미디어를 사용하면 바이러스, 데이터 유출 및 악성 소프트웨어 도입을 포함한 일부 컴퓨터 보안 위험을 초래할 수 있다.

## 역사
가장 초기의 이동식 매체인 천공 카드와 천공 테이프는 1801년에 자카드 직기가 기계를 제어하기 위해 서로 연결된 카드를 사용하면서 전자 컴퓨터보다 수세기 앞서 사용되었다. 이는 1725년에 바질 부숑이 제작한 직기로, 지시를 위해 종이 테이프를 사용했다. 천공 테이프는 나중에 최초의 전자 컴퓨터인 콜로서스에 사용되었다.
자기 테이프는 1898년 발데마르 폴센이 발명한 자기선 녹음을 기반으로 20세기 초 독일에서 개발되었다. 1951년에는 자기 테이프를 사용하여 데이터를 저장하는 유니박 I이 출시되었다. 8인치 플로피 디스크는 1971년 IBM에서 상용화되었으며, 1976년 슈가트 어소시에이츠(Shugart Associates)에 의해 5+1⁄4-인치로 소형화되었다. 동시에 콤팩트 카세트가 데이터를 저장하는 데 사용되기 시작했으며, 1970년대 후반과 1980년대에 개인용 컴퓨터의 데이터를 보관하는 데 인기를 끌었다. 1982년에는 3+1⁄2-인치 플로피 디스크가 애플 매킨토시와 아미가에 도입되면서 보편화되었다.
CD-ROM은 1985년에 도입되어 플로피 디스크보다 훨씬 더 높은 용량을 제공했지만, 기록할 수는 없었다. 이 문제는 1990년에 CD-R이 도입되면서 해결되었다. 1997년에 도입된 CD-RW는 CD-R과 달리 CD를 한 번만 기록하는 것이 아니라 여러 번 기록할 수 있게 했다. 1990년대 후반에 도입된 DVD 버전은 용량을 더욱 늘렸다. 2006년 블루레이로 추가 용량 개선이 이루어졌다.
새천년이 되면서 솔리드 스테이트 이동식 매체가 널리 도입되었는데, 1999년에 SD 카드가 도입되었고 이어서 2000년에 USB 플래시 드라이브가 출시되었다. 이 이동식 플래시 드라이브의 용량은 시간이 지남에 따라 향상되었으며, 2013년에는 킹스톤이 1 테라바이트 USB 플래시 드라이브를 공개했다.

## 플로피 디스크 저장 장치
저장 장치는 자주 사용되지 않는 데이터에 접근하는 데 사용된다. 반면에 메모리는 더 자주 사용되는 데이터에 접근하는 데 사용된다. 초기 컴퓨터의 문제 중 하나는 데이터를 저장하는 방법이었다. 1950년대에 인터내셔널 비즈니스 머신(International Business Machines)(IBM)은 이 문제를 해결하려고 노력하고 있었다.
최초의 플로피 디스크는 1960년대 후반 앨런 슈가트의 감독 아래 개발되었다. 플로피 디스크는 IBM에 의해 1970년대에야 대중에게 공개되었다. 그러나 다른 모든 인공 제품과 마찬가지로 플로피 디스크도 저렴하고 휴대성이 좋다는 장점과 함께 데이터 저장 용량이 매우 제한적이라는 단점을 가지고 있었다.

## 위험
이동식 매체를 사용하면 매체를 분실하거나 도난당할 경우 데이터 손실의 위험이 발생한다. 이는 대량의 민감한 데이터가 유출될 수 있으며, 이는 기업의 명성에 심각한 피해를 줄 뿐만 아니라 재정적 손실을 초래할 수 있다. 이 위험은 데이터를 전송하고 저장할 때 이동식 매체 사용을 줄이는 회사 정책과 이동식 매체 내용을 암호화함으로써 최소화할 수 있다. 이동식 매체를 폐기하거나 재사용하기 전에 장치에 이전에 저장된 모든 데이터에 접근할 수 없도록 적절한 조치를 취해야 한다. 또한, 민감한 데이터가 있는 모든 장치는 사용하지 않을 때 안전하게 보관해야 한다.
이동식 매체는 악성 소프트웨어의 벡터로도 사용될 수 있다. 공격자는 일반적으로 사회공학을 사용하여 누군가가 미디어 장치를 컴퓨터에 넣도록 유도한다. 예를 들어, 감염된 드라이브를 번잡한 장소에 두어 누군가가 장치를 집어 컴퓨터에 넣어 내용을 확인하도록 유도하는 것과 같은 공격을 미끼(baiting)라고 한다. 장치가 연결되면 전체 네트워크를 감염시키는 데 사용될 수 있다. USB 플래시 드라이브와 같은 이동식 매체를 통해 확산되는 악성 소프트웨어의 한 예는 이란의 핵 프로그램에 상당한 피해를 입힌 스턱스넷이다. 이러한 공격으로 인한 위험은 미디어에서 악성 소프트웨어를 자동으로 스캔하고 출처를 알 수 없는 이동식 미디어의 내용에 접근하는 것을 사용자에게 금지함으로써 줄일 수 있다.

## 같이 보기
- 디스크 인클로저
- 시큐어 디지털 카드 (SD 카드)